# Mahmūd al-Kāschgharī

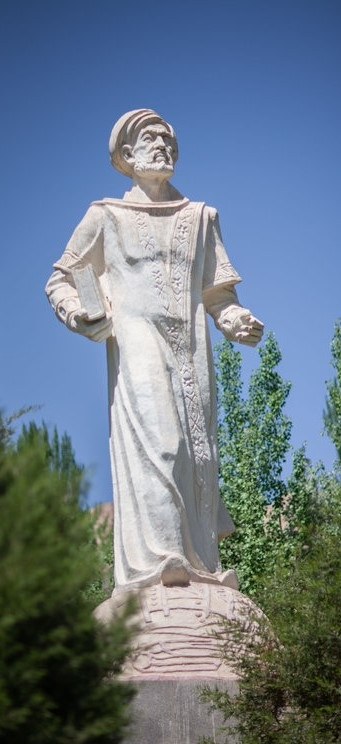
Mausoleum von Mahmūd al-Kāschgharī, Upal, Xinjiang, China

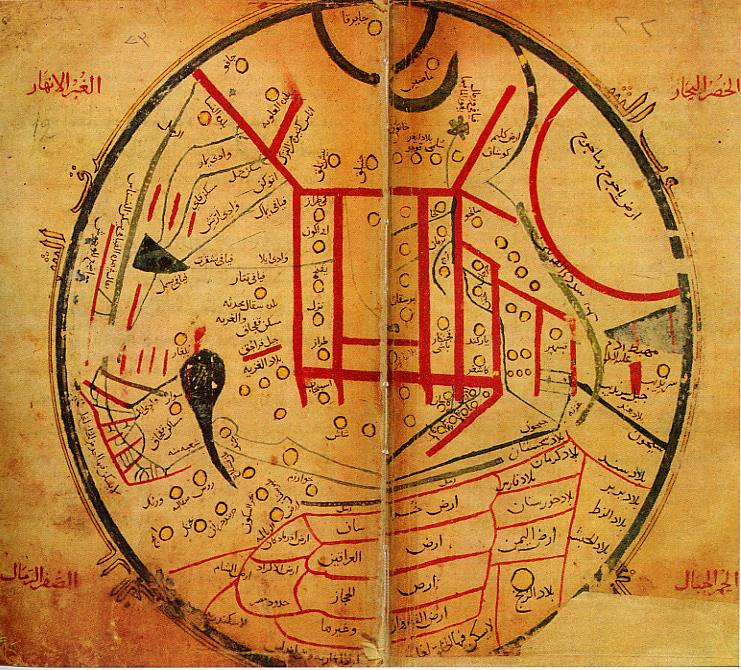
Al-Kāschgharīs nach Osten ausgerichtete Weltkarte aus seinem Dīwān lughāt at-turk zeigt rund um die karachanidische Residenzstadt Balasagun als Mittelpunkt eine Auswahl von Ländern, Städten und Völkern, Bergen, Flüssen und Seen der ihm bekannten, von einem Ozean kreisförmig umschlossenen Welt.

Mahmūd ibn al-Husain ibn Muhammad al-Kāschgharī (arabisch محمود بن الحسين بن محمد الكاشغري, DMG Maḥmūd bin al-Ḥusain bin Muḥammad al-Kāšġarī; * 1008; † 1105) war ein türkischer Gelehrter und Lexikograph des 11. Jahrhunderts.
Mahmūd al-Kāschgharī soll aus Barsghān am Südufer des Issyk-Kul aus einer adligen, den Karachaniden verbundenen Familie gestammt haben, doch sind die Informationen über sein Leben fragmentarisch und ausschließlich in seinen eigenen Werken erhalten. Weder Geburts- noch Todesjahr sind gesichert.

## Dīwān lughāt at-turk
Das Hauptwerk al-Kāschgharīs, die „Sammlung der Sprachen der Türken“ (Dīwān lughāt at-turk), entstand in den Jahren 1072–1094 in Bagdad. Es ist ein besonders wichtiges Werk für das Studium der türkischen Sprachen, der Kultur und der Geschichte des Mittelalters. Die mitgeteilten Fakten bedürfen aber immer einer heutigen kritischen Überprüfung; al-Kāschgharī übernahm beispielsweise sagenhafte Ursprungsmythen. So beschrieb er einen Stammvater Türk, der ein Sohn Japhets und Enkel Noahs gewesen sei, vermutlich aufgrund von Quellen wie des Briefs von Chasarenkönig Joseph an den Rabbi Chasdai ibn Schaprut von Kordoba um 960 und des Kommentars von Jakob Kirkisani zu Genesis 9:27 in seinem al-Riyad wal-Hada'iq (Sefer ha-Gannim we-Pardesim).
Die „Sammlung der Sprachen der Türken“ ist neben dem Kutadgu Bilig das wichtigste Werk der mitteltürkischen Periode. Al-Kāschgharī widmete sein Werk dem Kalifen al-Muqtadi in Bagdad. Bagdad war seit 1055 Teil des Seldschuken-Reichs. Neben der Funktion eines Türkisch-Arabischen-Wörterbuchs bietet das Werk zahlreiche historische, folkloristische und geographische Einzelheiten sowie eine Weltkarte. Das Werk zählt außerdem 22 Oğuz-türkische Stämme auf und ist eine der historischen Quellen über die Oğuz. Die meisten Oğuz-Stämme sind Jahrhunderte später im osmanischen Anatolien auffindbar. In der Einleitung zu seinem Werk gibt al-Kāschgharī an, glaubwürdigen Informanten zufolge habe der Prophet Mohammed erklärt: „Erlernt die Sprache der Türken, denn ihre Herrschaft wird lange währen!“
Der Stolz oder das Überlegenheitsgefühl der Nomaden gegenüber den Sesshaften (was umgekehrt genauso der Fall war) geht aus al-Kāschgharīs Schriften hervor. Die Reinheit des gesprochenen Türkisch insbesondere im Hinblick auf die Aussprache und die Abwesenheit externer sprachlicher Einflüsse galt als elegant. Al-Kāschgharī erklärt die Aussprache derjenigen, die nur eine Sprache sprechen, als den elegantesten aller Dialekte. Diejenigen, die zwei Sprachen sprechen oder sich mit der städtischen Bevölkerung vermischt haben, hätten eine undeutliche Aussprache.